# Lista de seriale originale Disney Channel

Logo-ul Disney Channel

Aceasta este o listă de seriale originale difuzate în trecut și prezent de Disney Channel.

## Seriale difuzate în prezent
- Amfibienii
- Ayla și Oglinzile
- Băiat, fată etc
- Bia
- Casa Bufnițelor
- Familia Green la Oraș
- Fetița Lună și Dinozaurul Diabolic - episoade noi (S2E16-25) - din 19 mai, de luni-vineri, de la ora 19:50[1]
- Hamster și Gretel
- Kiff - episoade noi (S2E1-10) - de luni-vineri, de la ora 16:50[2]
- Magicienii Dincolo de Waverly Place
- Miraculos: Buburuza și Motan Noir
- O Vrăjitoare îngrozitoare
- Penny de la M.A.R.S.
- Phineas și Ferb
- Piloții de drone
- Primos
- Tabăra cu peripeții
- Taffy
- Zombi: Seria Re-nimată

## Seriale viitoare
- StuGo - serial nou - din 12 mai, de la ora 18:20[3]

## Seriale scoase din program
- Agentul Special Oso
- Alex și Trupa
- Annedroizii
- Antieroii din Valley View
- Atacul artei
- Aaron Stone
- Austin & Ally
- Aventura Încâlcită a lui Rapunzel
- Baftă Charlie
- Băiatul stridie
- Bătăușii Wasabi
- Binny și fantoma
- Bizaardvark
- Bobocii isteți
- Bona mea e un vampir
- Brandy și dl. Mustăcilă
- Brian O'Brian
- Bufnița
- Bug Juice: Aventurile mele în tabără
- Cars Toons
- Casa lui Raven
- Cavaler accidental
- Cățelul blogger
- Ce ciudat!
- Cei 6 Super Eroi: Serialul
- Cei 7
- Cele mai bune prietene oricând
- Chip și Dale: Salvatorii în misiune
- Chip și Dale: Viața în parc
- Ciudații mei părinți
- Ciudățeni
- Clubul lui Mickey Mouse
- Coop și Cami întreabă lumea
- Copiii Bionici
- Copiii Bionici: Forța de elită
- Cracké
- Crash & Bernstein
- Cronicile Evermoor
- Descendenții: Lumea celor Răi
- Disney 11
- Doctorița Plușica
- Donald Duck Prezintă
- Dragonul American: Jake Long
- Elena din Avalor
- Eroii în pijama
- Eroii orașului Higgly
- Eroi pe jumătate
- Exaltații
- Fantoma și Molly McGee
- Gabby Duran are grijă de extratereștri
- Garda felină
- Ghostforce
- Gustări gustoase cu Ze Fronk
- H2O - Adaugă apă
- Hai la masă!
- Hailey se ocupă
- Hank Zipzer
- Hannah Montana
- Hoinarul intergalactic
- Hotel Transilvania: Serialul
- Insecte pe viață
- Înlocuitorii
- Jake și Blake
- Jake și pirații din Țara de Nicăieri
- Jessie
- Jimmy Cool
- Jonas L.A.
- K-9
- K.C sub acoperire
- Kick Buttowski
- Kid vs. Kat
- Kim Possible
- Kitty nu e o pisică
- Kirby Buckets
- Layne cea rapidă
- Legenda lui Tarzan
- Legile lui Milo Murphy
- Lego Războiul Stelelor: Aventurile familiei Freemaker
- Lego Star Wars: Cronicile Yoda
- Lilo și Stitch
- Liv și Maddie
- LoliRock
- Magicienii din Waverly Place
- Manny iscusitul
- Marvel Omul-Păianjen
- Mech-X4
- Medici pentru eroi
- Mereu la mijloc
- Micile genii
- Mickey Mouse
- Micul Julius
- Micuța carte a junglei
- Mickey Mouse: Aventuri încurcate
- Minnie și Proba de Modă
- Monster Buster Club
- Monstroville
- Monștri la Muncă
- Motanul deghizat
- Moto-animăluțele din junglă
- Mouk
- Mustăți de vis
- Naruto: Shippuden
- Nina are o urgență
- Niní
- Ne vedem la Paris
- Noile aventuri ale lui Winnie de Pluș
- Noua școală a împăratului
- Nu-i vina mea!
- Omul Zăpezilor de neoprit
- O poveste încâlcită: Serialul
- Orășelul leneș
- O viață minunată pe punte
- Penn Zero: Erou part-time
- Perechea de regi
- Pokémon
- Povestirile Rățoiului
- Prietenii mei Tigru și Pluș
- Prințesa Stea contra Forțelor Răului
- Randy Cunningham: Băiatul Ninja
- Rățoiul curajos
- Războiul Stelelor: Forțe ale destinului
- Războiul Stelelor: Rebelii
- Războiul Stelelor: Rezistența
- Recreația mare
- Riley și restul lumii
- Sabrina: Secretul Vrăjitoarei Adolescente
- Sadie Sparks
- Să improvizăm!
- Să râdem cu Mickey!
- Secretele din Sulphur Springs
- Senzaționalul Om Păianjen
- Sirenele Insulei Mako
- Sofia Întâi
- Sonny și Steluța ei norocoasă
- Soy Luna
- Spioanele
- Star Darlings
- Strada Dalmațieni 101
- Stupul
- Sunt în formație
- Sydney și Max
- Școala Vikingilor
- Tabăra Lacul Fără Fund
- The Lodge
- Toy Story Toons
- Tsum Tsum
- Vampirina
- Viața ca un joc video
- Viața în acvariu
- Violetta
- Violetta: Rețetele lui Angie
- Wolfblood
- Yu-Gi-Oh! 5D's
- Zack și Cody, ce viață minunată
- Zeke & Luther
- Zhu Zhu
- Zile de vară

## Seriale originale

### Seriale animate
| #                                      | Nume                                                                                          | Evaluare                               | Data premierei | Data de încheiere | # episoade                             |
| Disney Afternoon și alte sindicalizări | Disney Afternoon și alte sindicalizări                                                        | Disney Afternoon și alte sindicalizări | Disney Afternoon și alte sindicalizări                                                                                             | Disney Afternoon și alte sindicalizări                                                                                | Disney Afternoon și alte sindicalizări |
| -------------------------------------- | --------------------------------------------------------------------------------------------- | -------------------------------------- | --- | --- | -------------------------------------- |
| 1                                      | Noile aventuri ale lui Winnie de Pluș                                                         | TV-Y                                   | 17 ianuarie 1988 (The Disney Channel) 12 noiembrie 1988 (ABC)                                                                      | iulie 1988 (The Disney Channel) 26 octombrie 1991 (ABC)                                                               | 50                                     |
| 2                                      | Chip și Dale: Salvatorii în misiune                                                           | TV-Y                                   | 4 martie 1989 (The Disney Channel) 18 septembrie 1989 (sindicare)                                                                  | 21 mai 1989 (The Disney Channel) 19 noiembrie 1990 (sindicare)                                                        | 65                                     |
| 3                                      | TaleSpin                                                                                      | TV-Y7                                  | 5 mai 1990 (The Disney Channel) 7 septembrie 1990 (Disney Afternoon)                                                               | 15 iulie 1990 (The Disney Channel) 8 august 1991 (Disney Afternoon)                                                   | 65                                     |
| 4                                      | Darkwing Duck                                                                                 | TV-Y7                                  | 6 septembrie 1991 (Disney Afternoon) 14 septembrie 1991 (ABC) 31 martie 1991 (The Disney Channel)                                  | 20 mai 1992 (Disney Afternoon) 12 decembrie 1992 (ABC) 14 iulie 1991 (The Disney Channel)                             | 91                                     |
| 5                                      | Aventurile ursuleților Gummy                                                                  | TV-Y                                   | 14 septembrie 1985 (NBC) 9 septembrie 1989 (ABC) 10 septembrie 1990 (Disney Afternoon) 7 octombrie 1991 (The Disney Channel)       | 17 decembrie 1988 (NBC) 6 ianuarie 1990 (ABC) 22 februarie 1991 (Disney Afternoon) ianuarie 1997 (The Disney Channel) | 65                                     |
| 6                                      | Trupa Goof                                                                                    | TV-Y                                   | 20 aprilie 1992 (The Disney Channel) 5 septembrie 1992 (Disney Afternoon) 12 septembrie 1992 (ABC)                                 | 12 iulie 1992 (The Disney Channel) 4 decembrie 1992 (Disney Afternoon) 5 decembrie 1992 (ABC)                         | 78                                     |
| 7                                      | Bonkers                                                                                       | TV-Y                                   | 28 februarie 1993 (The Disney Channel) 4 septembrie 1993 (Disney Afternoon)                                                        | 6 iunie 1993 (The Disney Channel) 23 februarie 1994 (Disney Afternoon)                                                | 61                                     |
| 8                                      | Aladdin                                                                                       | TV-Y7                                  | 6 februarie 1994 (The Disney Channel) 5 septembrie 1995 (Disney Afternoon) 16 septembrie 1995 (CBS)                                | 1 mai 1994 (The Disney Channel) 28 februarie (Disney Afternoon) 25 noiembrie 1995 (CBS)                               | 86                                     |
| 9                                      | Povești cu Mac-Mac (Disney Junior) / Povestirile rățoiului (Disney+)                          | TV-G                                   | 18 septembrie 1987 (sindicare) 10 septembrie 1990 (Disney Afternoon) 2 octombrie 1995 (The Disney Channel)                         | 11 februarie 1990 (sindicare) 28 noiembrie 1990 (Disney Afternoon) 2000 (Disney Channel)                              | 100                                    |
| 10                                     | Timon și Pumbaa                                                                               | TV-Y                                   | 8 septembrie 1995 (Disney Afternoon) 16 septembrie 1995 (CBS) 1 ianuarie 1999 (Toon Disney) 1 septembrie 1997 (The Disney Channel) | 25 noiembrie (Disney Afternoon) 9 noiembrie 1996 (CBS) 24 septembrie 1999 (Toon Disney) 2000 (Disney Channel)         | 78                                     |
| 11                                     | Gargoyles                                                                                     | TV-Y7                                  | 24 octombrie 1994 (Disney Afternoon) 7 septembrie 1996 (ABC) 4 septembrie 1998 (Disney Channel)                                    | 15 mai 1996 (Disney Afternoon) 15 februarie 1997 (ABC) 2000 (Disney Channel)                                          | 85                                     |
| 12                                     | Gașca rațelor                                                                                 | TV-Y                                   | 3 septembrie 1996 (Disney Afternoon) 17 septembrie 1998 (Disney Channel)                                                           | 28 noiembrie 1996 (Disney Afternoon) 1999 (Disney Channel)                                                            | 39                                     |
| 13                                     | 101 Dalmațieni                                                                                | TV-Y                                   | 1 septembrie 1997 (Disney Afternoon) 13 septembrie 1997 (ABC) 5 octombrie 1998 (Disney Channel)                                    | 10 ianuarie 1998 (ABC) 4 martie 1998 (Disney Afternoon) 1999 (Disney Channel)                                         | 65                                     |
| 14                                     | Mighty Ducks: The Animated Series                                                             | TV-Y7                                  | 6 septembrie 1996 (ABC/Disney Afternoon) 9 august 1998 (Disney Channel)                                                            | 17 ianuarie 1997 (ABC/Disney Afternoon) 1999 (Disney Channel)                                                         | 26                                     |
| 15                                     | The Shnookums and Meat Funny Cartoon Show                                                     | TV-G                                   | 2 ianuarie 1995 (sindicare) 1998 (Disney Channel)                                                                                  | 27 martie 1995 (sindicare) 1998 (Disney Channel)                                                                      | 13                                     |
| 16                                     | Hercules: The Animated Series                                                                 | TV-Y7                                  | 31 august 1998 (sindicare) 12 septembrie 1998 (ABC) 1999 (Disney Channel)                                                          | 1 martie 1999 (Sindicare) 16 ianuarie (ABC) 2001 (Disney Channel)                                                     | 65                                     |
| 17                                     | Legenda lui Tarzan                                                                            | TV-Y7                                  | 2001 (Disney Channel) 3 septembrie 2001 (UPN)                                                                                      | 2 septembrie 2003 (Disney Channel) 5 februarie 2003 (UPN)                                                             | 39                                     |
| Disney Channel Originals               |                                                                                               |                                        | | |                                        |
| 18                                     | The Proud Family                                                                              | TV-Y                                   | 15 septembrie 2001 | 19 august 2005 | 52                                     |
| 19                                     | Kim Possible                                                                                  | TV-G                                   | 7 iunie 2002 | 7 septembrie 2007 | 87                                     |
| 20                                     | Lilo și Stitch                                                                                | TV-Y                                   | 20 septembrie 2003 | 29 iulie 2006 | 65                                     |
| 21                                     | Dave Barbarul                                                                                 | TV-Y                                   | 23 ianuarie 2004 | 22 ianuarie 2005 | 21                                     |
| 22                                     | Brandy și dl. Mustăcilă                                                                       | TV-Y                                   | 21 august 2004 | 25 august 2006 | 39                                     |
| 23                                     | Dragonul American: Jake Long                                                                  | TV-G                                   | 21 ianuarie 2005 | 1 septembrie 2007 | 52                                     |
| 24                                     | The Buzz on Maggie                                                                            | TV-G                                   | 17 iunie 2005 | 27 mai 2006 | 21                                     |
| 25                                     | Noua școală a împăratului                                                                     | TV-G                                   | 27 ianuarie 2006 | 20 noiembrie 2008 | 52                                     |
| 26                                     | Înlocuitorii                                                                                  | TV-Y                                   | 28 iulie 2006 | 30 martie 2009 | 52                                     |
| 27                                     | Phineas și Ferb                                                                               | TV-G                                   | 17 august 2007 (Disney Channel) 16 februarie 2009 (Disney XD) 5 iunie 2025 (Disney Channel/Disney+)                                | 12 iunie 2015 (Disney Channel/Disney XD) prezent (Disney Channel/Disney+)                                             | 139                                    |
| 28                                     | Viața în acvariu                                                                              | TV-PG                                  | 3 septembrie 2010 | 4 aprilie 2014 | 59                                     |
| 29                                     | Ciudățeni                                                                                     | TV-Y7                                  | 15 iunie 2012 (Disney XD) 1 august 2014 (Disney Channel)                                                                           | 2 august 2013 (Disney XD) 15 februarie 2016 (Disney Channel)                                                          | 40                                     |
| 30                                     | Hoinarul intergalactic                                                                        | TV-Y7                                  | 16 august 2013 (Disney Channel) 31 martie 2014 (Disney XD)                                                                         | 24 ianuarie 2014 (Disney Channel) 27 iunie 2016 (Disney XD)                                                           | 43                                     |
| 31                                     | Prințesa Stea contra Forțelor Răului                                                          | TV-Y7                                  | 18 ianuarie 2015 (Disney XD) 10 martie 2019 (Disney Channel)                                                                       | 7 aprilie 2018 (Disney XD) 19 mai 2019 (Disney Channel)                                                               | 77                                     |
| 32                                     | Elena din Avalor                                                                              | TV-Y                                   | 22 iulie 2016 (Disney Channel) 14 iulie 2018 (Disney Junior)                                                                       | 17 martie 2018 (Disney Channel) 23 august 2020 (Disney Junior)                                                        | 77                                     |
| 33                                     | O poveste încâlcită: Serialul (sezonul 1) / Aventura Încâlcită a lui Rapunzel (sezoanele 2–3) | TV-Y7                                  | 24 martie 2017 | 1 martie 2020 | 60                                     |
| 34                                     | Povestirile rățoiului (2017)                                                                  | TV-Y                                   | 12 august 2017 (Disney XD) 4 mai 2018 (Disney Channel)                                                                             | 15 martie 2021 (Disney XD) 12 septembrie 2019 (Disney Channel)                                                        | 69                                     |
| 35                                     | Cei 6 super eroi: Serialul                                                                    | TV-Y7                                  | 20 noiembrie 2017 (Disney XD) 9 iunie 2018 (Disney Channel)                                                                        | 15 februarie 2021 (Disney XD) 16 februarie 2020 (Disney Channel)                                                      | 56                                     |
| 36                                     | Familia Green la Oraș                                                                         | TV-Y7                                  | 18 iunie 2018 | prezent | 98                                     |
| 37                                     | Legile lui Milo Murphy                                                                        | TV-Y7                                  | 3 octombrie 2016 (Disney XD) 8 septembrie 2018 (Disney Channel)                                                                    | 2 decembrie 2017 (Disney XD) 18 mai 2019 (Disney Channel)                                                             | 40                                     |
| 38                                     | Războiul Stelelor: Rezistența                                                                 | TV-Y7                                  | 7 octombrie 2018 | 26 ianuarie 2020 | 40                                     |
| 39                                     | Amfibienii                                                                                    | TV-Y7                                  | 17 iunie 2019 | 14 mai 2022 | 58                                     |
| 40                                     | Casa Bufnițelor                                                                               | TV-Y7-FV                               | 10 ianuarie 2020 | 8 aprilie 2023 | 43                                     |
| 41                                     | Fantoma și Molly McGee                                                                        | TV-Y7                                  | 1 octombrie 2021 | 13 ianuarie 2024 | 41                                     |
| 42                                     | Chibiverse                                                                                    | TV-Y                                   | 30 iulie 2022 | prezent | 11                                     |
| 43                                     | Hamster și Gretel                                                                             | TV-Y7                                  | 12 august 2022 | prezent | 50                                     |
| 44                                     | Monștri la Muncă                                                                              | TV-G                                   | 7 iulie 2021 (Disney+) 6 ianuarie 2023 (Disney Channel)                                                                            | 1 septembrie 2021 (Disney+) 4 mai 2024 (Disney Channel)                                                               | 20                                     |
| 45                                     | Fetița Lună și Dinozaurul Diabolic                                                            | TV-Y7-FV                               | 10 februarie 2023 | 7 februarie 2025 (Disney+) 8 martie 2025 (Disney Channel)                                                             | 41                                     |
| 46                                     | Kiff                                                                                          | TV-Y7                                  | 10 martie 2023 | prezent | 52                                     |
| 47                                     | Hailey se ocupă                                                                               | TV-Y7                                  | 8 iunie 2023 | 18 mai 2024 | 30                                     |
| 48                                     | Zombi: Seria Re-animată                                                                       | TV-PG                                  | 28 iunie 2024 | prezent | 20                                     |
| 49                                     | Primos                                                                                        | TV-Y7                                  | 25 iulie 2024 | 27 aprilie 2025 | 27                                     |
| 50                                     | StuGo                                                                                         | TV-Y7                                  | 11 ianuarie 2025 | prezent | 20                                     |
| Seriale viitoare                       |                                                                                               |                                        | | |                                        |
| 51                                     | Cookies & Milk                                                                                | VFA                                    | VFA | |                                        |

### Seriale live-action

#### Seriale de comedie
| #                | Nume                                   | Evaluare  | Data premierei     | Data de încheiere  | # episoade |
| Anii 1980        | Anii 1980                              | Anii 1980 | Anii 1980          | Anii 1980          | Anii 1980  |
| ---------------- | -------------------------------------- | --------- | ------------------ | ------------------ | ---------- |
| 1                | Teen Angel                             | TV-G      | 24 aprilie 1989    | 22 mai 1989        | 12         |
| 2                | Teen Angel Returns                     | TV-G      | 2 octombrie 1989   | 22 octombrie 1989  | 12         |
| Anii 1990        |                                        |           |                    |                    |            |
| 3                | Flash Forward                          | TV-Y7     | 14 decembrie 1995  | 1997               | 26         |
| 4                | The Famous Jett Jackson                | TV-G      | 25 octombrie 1998  | 22 iunie 2001      | 65         |
| 5                | The Jersey                             | TV-G      | 30 ianuarie 1999   | 23 martie 2004     | 64         |
| Anii 2000        |                                        |           |                    |                    |            |
| 6                | Familia Stevens                        | TV-G      | 17 iunie 2000      | 2 iunie 2003       | 65         |
| 7                | Lizzie McGuire                         | TV-G      | 12 ianuarie 2001   | 14 februarie 2004  | 65         |
| 8                | Tipic Raven                            | TV-G      | 17 ianuarie 2003   | 10 noiembrie 2007  | 100        |
| 9                | Phil din viitor                        | TV-G      | 18 iunie 2004      | 19 august 2006     | 43         |
| 10               | Zack și Cody, ce viață minunată        | TV-G      | 18 martie 2005     | 1 septembrie 2008  | 87         |
| 11               | Hannah Montana                         | TV-G      | 24 martie 2006     | 16 ianuarie 2011   | 98         |
| 12               | Cory in the House                      | TV-G      | 12 ianuarie 2007   | 12 septembrie 2008 | 34         |
| 13               | Magicienii din Waverly Place           | TV-G      | 12 octombrie 2007  | 6 ianuarie 2012    | 106        |
| 14               | O viață minunată pe punte              | TV-G      | 26 septembrie 2008 | 6 mai 2011         | 71         |
| 15               | Sonny și Steluța ei norocoasă          | TV-G      | 8 februarie 2009   | 2 ianuarie 2011    | 47         |
| 16               | Jonas                                  | TV-G      | 2 mai 2009         | 3 octombrie 2010   | 34         |
| Anii 2010        |                                        |           |                    |                    |            |
| 17               | Baftă Charlie                          | TV-G      | 4 aprilie 2010     | 16 februarie 2014  | 97         |
| 18               | Totul pentru dans                      | TV-G      | 7 noiembrie 2010   | 10 noiembrie 2013  | 75         |
| 19               | Bobocii isteți                         | TV-G      | 6 mai 2011         | 21 martie 2014     | 62         |
| 20               | Jessie                                 | TV-G      | 30 septembrie 2011 | 16 octombrie 2015  | 98         |
| 21               | Austin & Ally                          | TV-G      | 2 decembrie 2011   | 10 ianuarie 2016   | 87         |
| 22               | Cățelul blogger                        | TV-G      | 12 octombrie 2012  | 25 septembrie 2015 | 69         |
| 23               | Liv și Maddie                          | TV-G      | 19 iulie 2013      | 24 martie 2017     | 80         |
| 24               | Nu-i vina mea!                         | TV-G      | 17 ianuarie 2014   | 16 octombrie 2015  | 39         |
| 25               | Riley și restul lumii                  | TV-G      | 27 iunie 2014      | 20 ianuarie 2017   | 72         |
| 26               | K.C sub acoperire                      | TV-Y7     | 18 ianuarie 2015   | 2 februarie 2018   | 75         |
| 28               | Cele mai bune prietene oricând         | TV-G      | 26 iunie 2015      | 11 decembrie 2016  | 30         |
| 27               | Tabăra cu peripeții                    | TV-G      | 31 iulie 2015      | 2 august 2024      | 161        |
| 29               | Mereu la mijloc                        | TV-G      | 14 februarie 2016  | 23 iulie 2018      | 57         |
| 30               | Bizaardvark                            | TV-G      | 24 iunie 2016      | 13 aprilie 2019    | 63         |
| 31               | Mech-X4                                | TV-Y7     | 11 noiembrie 2016  | 5 decembrie 2016   | 35         |
| 32               | Andi Mack                              | TV-G      | 7 aprilie 2017     | 26 iulie 2019      | 57         |
| 33               | Casa lui Raven                         | TV-G      | 21 iulie 2017      | 3 septembrie 2023  | 122        |
| 34               | Coop și Cami întreabă lumea            | TV-G      | 12 octombrie 2018  | 11 septembrie 2020 | 49         |
| 35               | Sydney și Max                          | TV-G      | 25 ianuarie 2019   | 26 noiembrie 2021  | 63         |
| 36               | Layne cea rapidă                       | TV-G      | 15 februarie 2019  | 31 martie 2019     | 8          |
| 37               | Să improvizăm!                         | TV-G      | 14 iunie 2019      | 14 mai 2021        | 43         |
| 38               | Gabby Duran are grijă de extratereștri | TV-G      | 11 octombrie 2019  | 26 noiembrie 2021  | 39         |
| Anii 2020        |                                        |           |                    |                    |            |
| 39               | Ultra Violet și Scorpionul Negru       | TV-Y7-FV  | 3 iunie 2022       | 11 noiembrie 2022  | 16         |
| 40               | Antieroii din Valley View              | TV-Y7     | 2 iunie 2022       | 1 decembrie 2023   | 37         |
| 41               | Saturdays                              | TV-G      | 24 martie 2023     | 12 mai 2023        | 15         |
| 42               | Destul de înfricoșător                 | TV-G      | 15 iunie 2023      | 18 august 2023     | 20         |
| 43               | Magicienii dincolo de Waverly Place    | TV-PG     | 29 octombrie 2024  | prezent            | 21         |
| 44               | Electric Bloom                         | TV-G      | 10 iulie 2025      | prezent            | 9          |
| Seriale viitoare |                                        |           |                    |                    |            |
| 45               | Vampirina: Teenage Vampire             | VFA       | 12 septembrie 2025 |                    |            |
| 46               | Alice in the Palace                    | VFA       | VFA                |                    |            |

#### Seriale de dramă
| # | Nume                          | Evaluare | Data premierei    | Data de încheiere  | # episoade |
| - | ----------------------------- | -------- | ----------------- | ------------------ | ---------- |
| 1 | The Secret of Lost Creek      | N/A      | 1 februarie 1992  | 1 martie 1992      | 5          |
| 2 | Emerald Cove                  | N/A      | 8 septembrie 1993 | 1995               | 70         |
| 3 | Dosarele Y                    | TV-Y7    | 18 ianuarie 1999  | 28 septembrie 2001 | 65         |
| 4 | In a Heartbeat                | N/A      | 26 august 2000    | 25 martie 2001     | 20         |
| 5 | Secretele din Sulphur Springs | TV-PG    | 15 ianuarie 2021  | 5 mai 2023         | 27         |

### Achiziții

#### Seriale de animație
| #  | Nume                                | Evaluare | Data premierei                                                                                                   | Data de încheiere                                                                             | # episoade |
| -- | ----------------------------------- | -------- | --- | --------------------------------------------------------------------------------------------- | ---------- |
| 1  | The Wind in the Willows             | N/A      | 27 aprilie 1984 (ITV) 1984 (The Disney Channel)                                                                  | 19 iunie 1990 (ITV) 1990 (The Disney Channel)                                                 | 65         |
| 2  | Ratonii                             | TV-Y     | 11 noiembrie 1985 (CBC) 4 iulie 1985 (The Disney Channel)                                                        | 19 martie 1991 (CBC) 28 august 1992 (The Disney Channel)                                      | 60         |
| 3  | Ursulețul Paddington                | N/A      | 5 ianuarie 1976 (BBC One) 1989 (The Disney Channel)                                                              | 18 aprilie 1980 (BBC One) 1991 (The Disney Channel)                                           | 56         |
| 4  | Curiosul George                     | TV-Y     | 1982 (Nickelodeon) 1989 (The Disney Channel)                                                                     | 1982 (Nickelodeon) 1999 (The Disney Channel)                                                  | 88         |
| 5  | Spot the Dog                        | TV-Y     | 9 aprilie 1987 (BBC) 1989 (The Disney Channel)                                                                   | 17 iulie 1987 (BBC) 2002 (The Disney Channel)                                                 | 13         |
| 6  | Will Quack Quack                    | N/A      | 1982 (S4C) 1984 (ITV) 1989 (The Disney Channel)                                                                  | 1982 (S4C) 1986 (ITV) 1999 (The Disney Channel)                                               | 30         |
| 7  | Pound Puppies                       | TV-Y     | 13 septembrie 1986 (ABC) 1990 (The Disney Channel)                                                               | 19 decembrie 1987 (ABC) 1991 (The Disney Channel)                                             | 26         |
| 8  | Care Bears                          | TV-Y     | 14 septembrie 1985 (sindicare) 13 septembrie 1986 (ABC) 13 septembrie 1986 (Global TV) 1990 (The Disney Channel) | 25 noiembrie 1988 (sindicare) 25 noiembrie 1988 (Global TV) 1997 (The Disney Channel)         | 60         |
| 9  | Fraggie Rock: The Animated Series   | TV-Y     | 12 septembrie 1987 (NBC) 5 mai 1990 (The Disney Channel)                                                         | 5 decembrie 1987 (NBC) iunie 1995 (The Disney Channel)                                        | 13         |
| 10 | Babar                               | TV-PG    | 2 aprilie 1989 (CBC) 7 ianuarie 1991 (Global TV) 1991 (The Disney Channel)                                       | 24 iunie 1990 (CBC) 5 iunie 1991 (Global TV) 1991 (The Disney Channel)                        | 65         |
| 11 | New Kids on the Block               | TV-PG    | 8 septembrie 1990 (ABC) 1991 (The Disney Channel)                                                                | 14 decembrie (ABC) 1993 (The Disney Channel)                                                  | 15         |
| 12 | My Little Pony Tales                | TV-Y     | 2 august 1992 (The Disney Channel)                                                                               | 25 decembrie (The Disney Channel)                                                             | 26         |
| 13 | The Charlie Brown and Snoopy Show   | TV-Y     | 17 septembrie 1983 (CBS) 1993 (The Disney Channel)                                                               | 12 octombrie 1985 (CBS) 1997 (The Disney Channel)                                             | 18         |
| 14 | Katie and Orbie                     | TV-Y     | 3 mai 1993 (Family Channel) 1995 (PTV) 1997 (The Disney Channel)                                                 | 9 iunie 2003 (Family Channel) 1997 (PTV) 2000 (Disney Channel)                                | 78         |
| 15 | Rupert                              | TV-Y7    | 7 septembrie 1991 (YTV) 7 septembrie 1991 (France 3) 2000 (Disney Channel)                                       | 19 iunie 1997 (YTV) 26 mai 1994 (France 3) 2000 (Disney Channel)                              | 65         |
| 16 | Sabrina, vrăjitoarea adolescentă    | TV-Y     | 6 septembrie 1999 (ABC/UPN) 2002 (Disney Channel)                                                                | 19 noiembrie 1999 (ABC/UPN) 2004 (Disney Channel)                                             | 65         |
| 17 | Anatole                             | TV-Y     | 3 octombrie 1998 (CBS) 1998 (YTV) 2002 (Disney Channel)                                                          | 28 iunie 1999 (CBS) 1999 (YTV) 2003 (Disney Channel)                                          | 26         |
| 18 | Zâmbetul lui Sharon                 | TV-Y     | 2 iunie 2001 (Fox Family) 30 iunie 2001 (Teletoon) 2004 (Disney Channel)                                         | 24 februarie 2002 (Fox Family) 1 septembrie 2004 (Teletoon) 2005 (Disney Channel)             | 78         |
| 19 | Mielul Shaun                        | TV-G     | 5 martie 2007 (CBBC) 16 martie 2020 (Netflix) 8 iulie 2007 (Disney Channel) 26 decembrie 2015 (BBC One)          | 18 noiembrie 2016 (CBBC) 16 martie 2020 (Netflix) 2008 (Disney Channel) 3 decembrie (BBC One) | 170        |
| 20 | Octonauții                          | TV-Y     | 4 octombrie 2010 (CBeebies) 2012 (Disney Channel)                                                                | 30 martie 2021 (CBeebies) 2016 (Disney Channel)                                               | 116        |
| 21 | Ceasul Yo-kai                       | TV-Y7    | 8 ianuarie 2014 (TXN) 5 octombrie 2015 (Disney XD) 2015 (Disney Channel)                                         | 30 martie 2018 (TXN) 2015 (Disney Channel)                                                    | 214        |
| 22 | Zhu Zhu                             | TV-G     | 12 septembrie 2016 (Disney Channel) 4 iulie 2017 (YTV)                                                           | 24 august 2017 (Disney Channel) 22 august 2017 (YTV)                                          | 26         |
| 23 | Eroii în pijama                     | TV-Y     | 18 septembrie 2015 (Disney Junior) 2017 (Disney Channel)                                                         | prezent (Disney Junior) 2020 (Disney Channel)                                                 | 137        |
| 24 | Cățelul Pat                         | TV-Y7    | 3 aprilie 2017 (La Trois) 4 iunie 2017 (Disney Channel)                                                          | prezent 30 noiembrie 2017 (Disney Channel)                                                    | 155        |
| 25 | Hotel Transilvania: Serialul        | TV-Y7    | 25 iunie 2017 (Disney Channel) 2 octombrie 2017 (Teletoon)                                                       | 2021 (Disney Channel) 29 octombrie 2020 (Teletoon)                                            | 52         |
| 26 | Gigantosaurus                       | TV-Y     | 18 ianuarie 2019 (Disney Channel) 19 ianuarie 2019 (Disney Jr.)                                                  | prezent (Disney Channel) 14 noiembrie 2022 (Disney Jr.)                                       | 78         |
| 27 | Pleacă de aici, unicornule!         | TV-Y     | 7 septembrie 2018 (YTV) 8 februarie 2019 (Disney Channel)                                                        | 8 iunie 2018 (YTV) 2020 (Disney Channel)                                                      | 26         |
| 28 | Miraculos: Buburuza și Motan Noir   | TV-Y7    | 1 septembrie (EBS1) 19 octombrie 2015 (TF1) 8 aprilie 2019 (Disney Channel)                                      | prezent                                                                                       | 131        |
| 29 | Blue                                | TV-Y     | 1 octombrie 2018 (ABC Kids) 9 septembrie 2019 (Disney Channel)                                                   | prezent                                                                                       | 151        |
| 30 | Dino Ranch                          | TV-Y     | 16 ianuarie 2021 (CBC) 18 ianuarie 2021 (Disney Channel) 18 ianuarie 2021 (Disney Junior/Disney+)                | prezent                                                                                       | 52         |
| 31 | Ghostforce                          | TV-Y7    | 28 august 2021 (TF1) 4 octombrie 2021 (Disney XD) 8 noiembrie 2021 (Disney Channel)                              | prezent                                                                                       | 53         |
| 32 | The Wonderful World of Mickey Mouse | TV-G     | 18 decembrie 2020 (Disney+) 19 noiembrie 2022 (Disney Channel)                                                   | 28 iulie 2023 (Disney+) prezent (Disney Channel)                                              | 25         |
| 33 | Noile aventuri ale familiei Proud   | TV-PG    | 23 februarie 2022 (Disney+) 7 ianuarie 2023 (Disney Channel) 8 ianuarie 2023 (Disney XD)                         | prezent                                                                                       | 20         |
| 34 | Chip și Dale: Viața în Parc         | TV-G     | 28 iulie 2021 (Disney+) 9 ianuarie 2023 (Disney Channel) 14 ianuarie 2023 (Disney XD)                            | prezent                                                                                       | 30         |
| 35 | Omul Zăpezilor De Neoprit           | N/A      | 14 mai 2022 (Disney Channel Franța) 1 iulie 2022 (Yle Areena) VFA (Disney Channel)                               | prezent (Disney Channel Franța/Yle Areena)                                                    | 25         |
| 36 | Școala Vikingilor                   | TV-Y7    | 6 mai 2022 (Okoo) 23 noiembrie 2022 (Disney+) VFA (Disney Channel)                                               | prezent (Disney+/Okoo)                                                                        | 26         |
| 35 | Miraculous Chibi                    | TV-Y7    | 2026 |                                                                                               | 52         |
| 36 | Miraculous Stellar Force            | TV-Y7    | 2027 |                                                                                               | 52         |
| 37 | Dragon Striker                      | TV-Y7    | VFA |                                                                                               | 22         |
| 38 | Messi and the Giants                | TV-PG    | VFA |                                                                                               | 30         |

#### Seriale de comedie
| # | Nume                                | Evaluare | Data premierei                                                                            | Data de încheiere                                                            | # episoade |
| - | ----------------------------------- | -------- | ----------------------------------------------------------------------------------------- | ---------------------------------------------------------------------------- | ---------- |
| 1 | The Adventures of Ozzie and Harriet | TV-G     | 3 octombrie 1952 (ABC) 1983 (The Disney Channel)                                          | 23 aprilie 1966 (ABC) 1994 (The Disney Channel)                              | 435        |
| 2 | The New Leave It to Beaver          | TV-G     | 7 noiembrie 1984 (The Disney Channel) 8 septembrie 1986 (TBS) 1 ianuarie 1989 (sindicare) | 4 decembrie (The Disney Channel) 4 iunie 1989 (TBS) 4 iunie 1989 (Sindicare) | 101        |
| 3 | The Edison Twins                    | N/A      | 3 martie 1984 (CBC) 1985 (The Disney Channel)                                             | 17 decembrie 1986 (CBC) 1989 (The Disney Channel)                            | 78         |
| 4 | The Kids of Degrassi Street         | N/A      | 8 decembrie 1976 (CBC) 1986 (The Disney Channel)                                          | 5 ianuarie 1986 (CBC) 1988 (The Disney Channel)                              | 26         |
| 5 | Good Morning, Miss Bliss            | TV-G     | 11 iulie 1987 (The Disney Channel)                                                        | 18 martie 1989 (The Disney Channel)                                          | 13         |